# Suffosion
Suffosion (Lösungserosion, Oberflächenlösung) ist die Umlagerung und der Abtransport feiner Bodenteilchen im Boden durch Wasser. Dabei werden feine Körner eines ungleichförmigen nichtbindigen Bodens von der Strömungskraft des Wassers aus dem Boden gelöst und durch den vorhandenen Porenraum transportiert. Die Verlagerung kann zur Verringerung der Durchlässigkeit des Bodengerüsts (Kolmation) an anderer Stelle führen und Drainagemaßnahmen beeinträchtigen.
Bedeutsam sind neben der Suffosion auch die vom Wasser bedingten Materialverlagerungen durch Erosion.
Wenn die feinen Bodenteilchen durch die Poren der gröberen Bodenteilchen hindurch abtransportiert werden, bleiben das Volumen und die Struktur des Bodens zunächst erhalten, weil sich das Skelett der gröberen Bodenkörner noch gegenseitig abstützt. Die Dichte des Erdstoffes nimmt ab, weil der Porenraum zunimmt. Die Durchsickerung von Wasser nimmt zu, da mit der Porosität auch die Durchlässigkeit zunimmt. Die Stabilität kann plötzlich abnehmen, und es besteht die Gefahr eines plötzlichen Zusammenbruches zum Beispiel von Dammbauwerken.
Man unterscheidet die innere, die äußere und die Kontaktsuffosion, je nach der Lage der Suffosionserscheinungen:
1. Die innere Suffosion findet im Innern des Bodens statt. Sie dauert nur kurz an und die Transportwege der bewegten Teilchen sind kurz, wenn sie nicht durch äußere Suffosion oder Kontaktsuffosion verursacht oder aufrechterhalten wird.
2. Die äußere Suffosion findet an der freien Oberfläche statt und ist unabhängig von der Richtung der unterirdischen Wasserströmung. Sie erzeugt oder beschleunigt die innere Suffosion.
3. Bei der Kontaktsuffosion wandern die bewegten Teilchen eines feineren Bodens in die Poren eines gröberen Bodens, wo sich der Vorgang als innere Suffosion fortsetzt.

Suffosionsgefährdet sind Erdstoffe mit einem relativ großen Ungleichförmigkeitsgrad und besonders solche, die eine Körnungslinie mit einer Ausfallkörnung haben. Man wirkt der Suffosion durch Bodenfilter unter Beachtung der Filterregeln und mit Geotextilien entgegen.